# James Stopford (3e comte de Courtown)
James George Stopford (15 août 1765 - 15 juin 1835) est un pair anglo-irlandais et un homme politique conservateur.

## Biographie
Il est le fils aîné de James Stopford (2e comte de Courtown), et de son épouse Mary (née Powys). Il fait ses études au Collège d'Eton, il sert avec les Coldstream Guards et atteint le rang de capitaine.
En 1790, il est élu à la Chambre des communes du Royaume-Uni pour Great Bedwyn, poste qu'il occupe jusqu'en 1796 et de nouveau de 1806 à 1807. Il représente Lanark de 1796 à 1802, Dumfries de 1803 à 1806 et Marlborough de 1807 à 1810. En 1793, il succède à son père au poste de trésorier de la Maison du gouvernement de William Pitt le Jeune, poste qu'il occupe jusqu'en 1806 (de 1801 à 1804 sous Henry Addington), puis de 1807 à 1812 sous le duc de Portland et Spencer Perceval .
Il succède à son père comme comte en 1810 et occupe un poste à la Chambre des lords tant que capitaine des honorables retraités du comte de Liverpool entre 1812 et 1827 et en tant que capitaine des jeunes gardes de la Garde sous Robert Peel en 1835. Admis au Conseil privé en 1793, il est fait chevalier de l'ordre de St Patrick en 1821.
Lord Courtown épouse Lady Mary, fille de Henry Scott, 3e duc de Buccleuch et Elizabeth Montagu, en 1791. Ils ont cinq fils et une fille. Les deux fils aînés sont morts en bas âge. Leur cinquième et plus jeune fils, Montagu Stopford (amiral) (en) (1798–1864) est un vice-amiral de la Royal Navy et le grand-père du général Montagu Stopford. Lady Courtown meurt en avril 1823 à l'âge de 53 ans. Lord Courtown lui survit douze ans et meurt en juin 1835, à l'âge de 69 ans. Son troisième fils, mais son fils aîné survivant, James Stopford (4e comte de Courtown), lui succède.